# Jaskinia przy Perci
Jaskinia przy Perci (Dziura pod Kominową, Dziura przy Ścieżce) – jaskinia w Dolinie Kościeliskiej w Tatrach Zachodnich. Wejście do niej położone jest w Wąwozie Kraków, w stoku opadającym spod Upłazkowej Turni, w pobliżu Jaskini Skoruszowej, poniżej Jaskini nad Percią, na wysokości 1225 m n.p.m. Długość jaskini wynosi 17 metrów, a jej deniwelacja 3 metry.

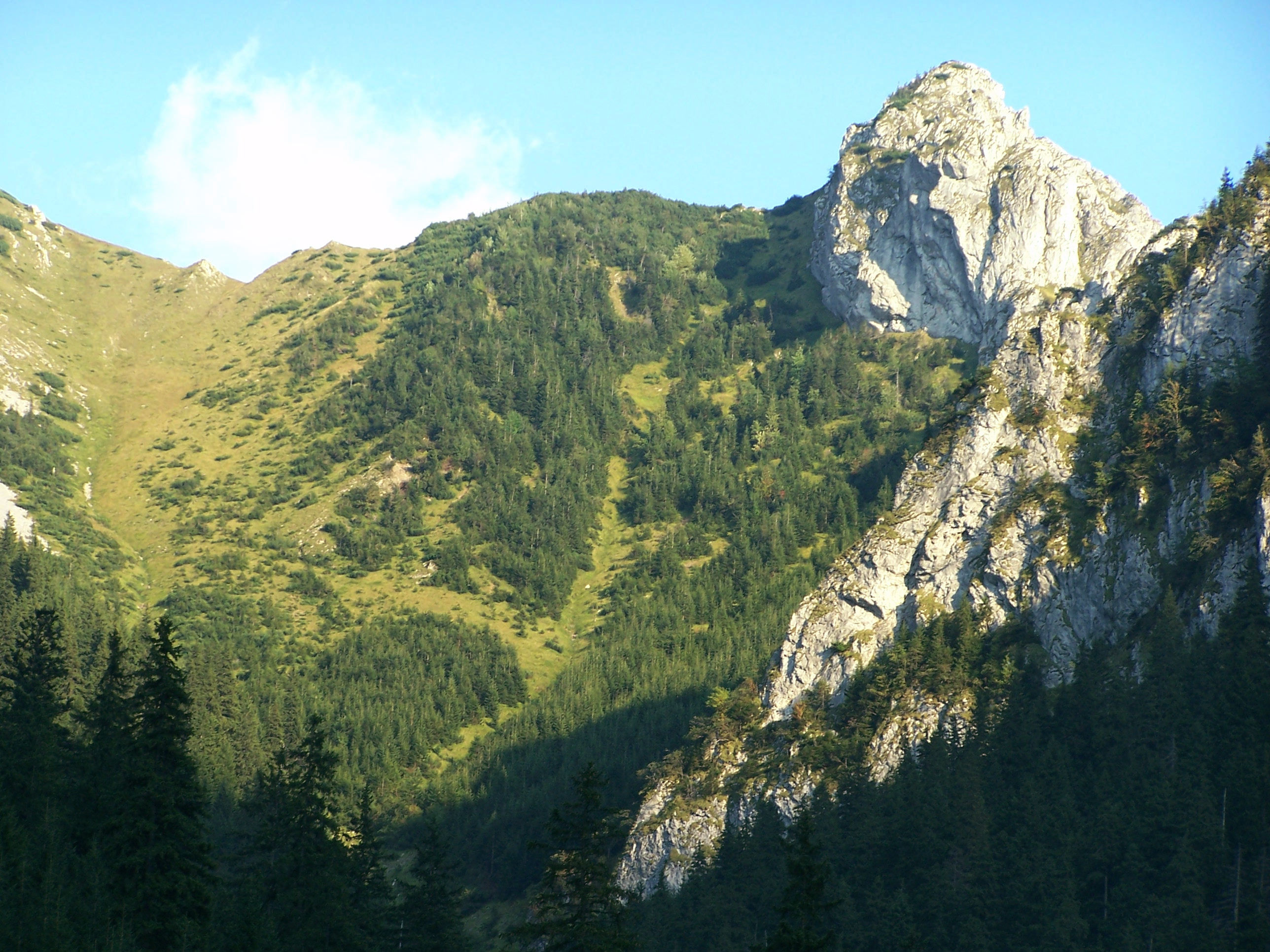
Upłazkowa Turnia

## Opis jaskini
Jaskinią jest obszerny, prosty korytarz zaczynający się w otworze wejściowym a kończący namuliskiem. Jedyną boczną odnogą jest 9-metrowy ciąg zaczynający się w korytarzu i łączący się z nim ponownie.

## Przyroda
Jaskinia jest schronieniem dla kozic. Można w niej spotkać nacieki grzybkowe. Ściany są mokre. Nic na nich nie rośnie.

## Historia odkryć
Jaskinia znana od dawna. Szczególnie często była odwiedzana w latach międzywojennych, o czym świadczą wyryte daty w skałach przy otworze. Pierwszą informację o niej opublikował jednak dopiero Z. Wójcik w 1960 roku.